# R3 (silnik)

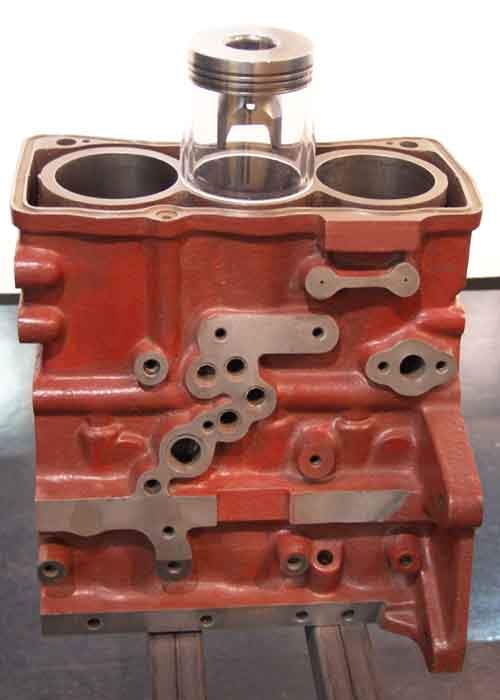
Blok silnika zbudowanego w układzie R3

R3 – oznaczenie rzędowego silnika spalinowego o trzech cylindrach ułożonych w jednym rzędzie. Ponieważ pełny cykl pracy silnika czterosuwowego wynosi 720° – zatem w takim silniku kąt obrotu wału korbowego ustawiony jest jako 240° – sąsiednie czopy na wale korbowym są przesunięte w stosunku do osi wału o ten kąt tak, by fazy pracy poszczególnych cylindrów były przesunięte w czasie o tyle, aby suw pracy był w równych odstępach czasu. Tak ustawiony kąt pozwala zminimalizować drgania silnika. Dla lepszego wyrównoważenia często stosuje się wałki wyrównoważające. Kolejność zapłonu dla silnika czterosuwowego to 1-2-3 lub 1-3-2. W przypadku silnika dwusuwowego (gdzie pełny cykl pracy wynosi 360° – czopy korbowe są przesunięte względem siebie o kąt 120°. Z uwagi na dobre wyrównoważenie takiego silnika przez wiele lat układ R3 był stosowany zasadniczo tylko dla dwusuwów. Coraz częstsze od lat 70. XX wieku stosowanie przeniesienia napędu samochodów osobowych na przednią oś praktycznie wymusiło poprzeczne ustawienie silnika – i aby zmniejszyć jego długość zastosowano układ R3.

## Samochody z silnikami w układzie R3
Jednym z najmniejszych seryjnie produkowanym silnikiem w tym układzie jest Suzuki F5A o pojemności 543 cm³, który był używany w Suzuki Alto oraz Suzuki Fronte. Suzuki było również producentem 3-cylindrowych silników do samochodów Daewoo Tico i Matiz.
Również Smart Fortwo wyposażony jest w silniki o tym układzie: benzynowe o pojemnościach 600, 700 i 1000 cm³ oraz Diesla o pojemności 800 cm³.
Volkswagen AG zainstalował silniki w tym układzie w samochodach Audi A2, Audi Q2, Volkswagen Polo, Volkswagen Fox, Volkswagen Up!, SEAT Ibiza, Skoda Octavia oraz Škoda Fabia. W samochodach użyto wariantów o pojemnościach od 1,0 dm³ do 1,4 dm³. Jednostki wyposażone są w cztery zawory na cylinder.
BMW i8 w modelu tego samochodu zastosowano układ hybrydowy, składający się z turbodoładowanego silnika 3 cylindrowego o pojemności 1.5 dm3 o  mocy 231 KM oraz silnika elektrycznego o mocy 131 KM. Hybrydowy układ jest w stanie wygenerować ponad 300 KM i rozpędzić pojazd do prędkości około 250 km/h.